# Paulo Gazzaniga
Paulo Dino Gazzaniga (ur. 2 stycznia 1992 w Murphy) – argentyński piłkarz występujący na pozycji bramkarza w hiszpańskim klubie Girona. 
Wychowanek Valencii, w trakcie swojej kariery grał także w takich zespołach, jak Gillingham, Southampton, Rayo Vallecano, Tottenham Hotspur oraz Elche. Posiada również obywatelstwo hiszpańskie.

## Statystyki kariery
(aktualne na dzień 18 kwietnia 2020)
| Klub                  | Sezon              | Liga               | Liga  | Liga   | Puchar kraju | Puchar kraju | Puchar ligi | Puchar ligi | Europa | Europa | Suma  | Suma   |
| Klub                  | Sezon              | Liga               | Mecze | Bramki | Mecze        | Bramki       | Mecze       | Bramki      | Mecze  | Bramki | Mecze | Bramki |
| --------------------- | ------------------ | ------------------ | ----- | ------ | ------------ | ------------ | ----------- | ----------- | ------ | ------ | ----- | ------ |
| Gillingham            | 2011/12            | League Two         | 20    | 0      | 1            | 0            | 1           | 0           | –      | –      | 22    | 0      |
| Southampton           | 2012/13            | Premier League     | 9     | 0      | 0            | 0            | 2           | 0           | –      | –      | 11    | 0      |
| Southampton           | 2013/14            | Premier League     | 8     | 0      | 0            | 0            | 0           | 0           | –      | –      | 8     | 0      |
| Southampton           | 2014/15            | Premier League     | 2     | 0      | 0            | 0            | 0           | 0           | –      | –      | 2     | 0      |
| Southampton           | 2015/16            | Premier League     | 2     | 0      | 0            | 0            | 0           | 0           | 0      | 0      | 2     | 0      |
| Rayo Vallecano (wyp.) | 2016/17            | Segunda División   | 32    | 0      | 2            | 0            | –           | –           | –      | –      | 34    | 0      |
| Tottenham Hotspur     | 2017/18            | Premier League     | 1     | 0      | 0            | 0            | 0           | 0           | 0      | 0      | 1     | 0      |
| Tottenham Hotspur     | 2018/19            | Premier League     | 3     | 0      | 2            | 0            | 5           | 0           | 1      | 0      | 11    | 0      |
| Tottenham Hotspur     | 2019/20            | Premier League     | 18    | 0      | 2            | 0            | 1           | 0           | 4      | 0      | 25    | 0      |
| Ogólnie w karierze    | Ogólnie w karierze | Ogólnie w karierze | 95    | 0      | 7            | 0            | 8           | 0           | 5      | 0      | 116   | 0      |